# Kvarntjärnen (Arvidsjaurs socken, Lappland, 728962-169376)
Kvarntjärnen är en sjö i Arvidsjaurs kommun i Lappland och ingår i Piteälvens huvudavrinningsområde. Sjön har en area på 0,0958 kvadratkilometer och ligger 378,1 meter över havet.

## Delavrinningsområde
Kvarntjärnen ingår i det delavrinningsområde (728956-169352) som SMHI kallar för Utloppet av Bredträsket. Medelhöjden är 396 meter över havet och ytan är 3,36 kvadratkilometer. Det finns inga avrinningsområden uppströms utan avrinningsområdet är högsta punkten. Vattendraget som avvattnar avrinningsområdet har biflödesordning 4, vilket innebär att vattnet flödar genom totalt 4 vattendrag innan det når havet efter 152 kilometer. Avrinningsområdet består mestadels av skog (82 procent). Avrinningsområdet har 0,62 kvadratkilometer vattenytor vilket ger det en sjöprocent på 18,5 procent.